# Компанієць Лідія Олександрівна
Компанієць Лідія Олександрівна (*12 березня 1914, с. Новогригорівка (нині Григорівка), Пологівський район, Запорізька область), Таврійська губернія, Російська імперія — 30 грудня 2003, Київ, Україна) — українська письменниця, поетеса, сценаристка. Член НСПУ (1952). Нагороджена медалями, Почесною Грамотою Президії Верховної Ради України.

## Біографічні відомості
Народилась 1914 р. в родині залізничника. Закінчила Ленінградський бібліотечний технікум (1933). Працювала у пресі (зокрема «Київська правда», «Радянська Україна», «Правда Украины» (усі — Київ).
Автор багатьох збірок віршів для дітей і дорослих, сценаріїв художніх фільмів: «Доля Марини» (1953), «Коли співають солов'ї» (1956), «Роки дівочі» (1961), знятих на Київській кіностудії ім. О. П. Довженка.
Була членом Національної спілки письменників України.
Померла 30 грудня 2003 р. в Києві.

## Фільмографія
Автор сценарію:
1. 1953: «Доля Марини»
2. 1956: «Коли співають солов'ї»
3. 1957: «Чому пішло кошеня?» (мультфільм, кіностудія «Союзмультфільм», реж. М. Калінін)
4. 1961: «Роки дівочі»